# Blankscheit

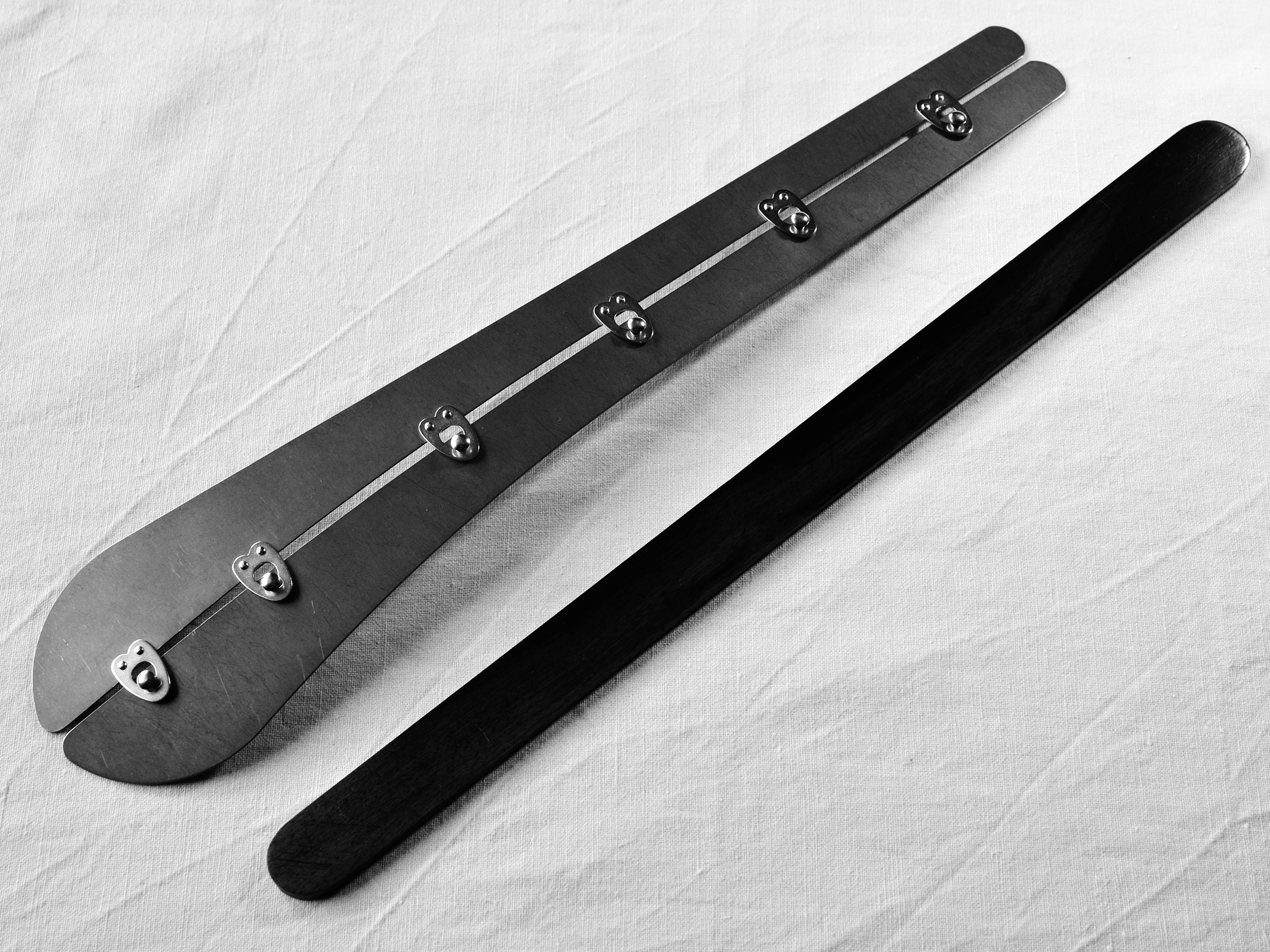
Planchette und Blankscheit

Das Blankscheit ist ursprünglich ein ca. 30 cm langes, 3–4 cm breites Brettchen, das im 16. bis 18. Jahrhundert in eine Aussparung der vorderen Mitte einer Schnürbrust eingeschoben wurde, um die zu jener Zeit modische, gerade Linie zwischen Brust und Bauch zu erzielen. Es wurde vornehmlich aus Holz, Horn oder Fischbein gefertigt, selten auch aus Metall. Fein geschnitzt und mit Sinnsprüchen oder Liebeserklärungen verziert, war es eine beliebte Liebesgabe. 
Als sich die favorisierte Korsettlinie Anfang des 19. Jahrhunderts änderte, kam das Blankscheit aus der Mode. Als 1829 eine neuartige Korsettschließe erfunden wurde, taufte man diese ebenfalls Blankscheit, nannte sie aber (wohl zur besseren Unterscheidung) häufiger bei dem französischen Namen, Planchet oder Planchette. Das Planchet, das auch heute noch Korsetts in der vorderen Mitte verschließt, besteht aus zwei Metallstreifen, deren einer nagelähnliche Stifte trägt, der andere Ösen. Man hakt sie vorn zusammen und benutzt dann die Schnürung im Rücken nur zum Strammziehen, ohne diese je zu öffnen. Vor Erfindung des Planchets musste man die Schnürung bei jedem An- und Ausziehen vollständig öffnen.